# 戛纳天使长圣米迦勒堂

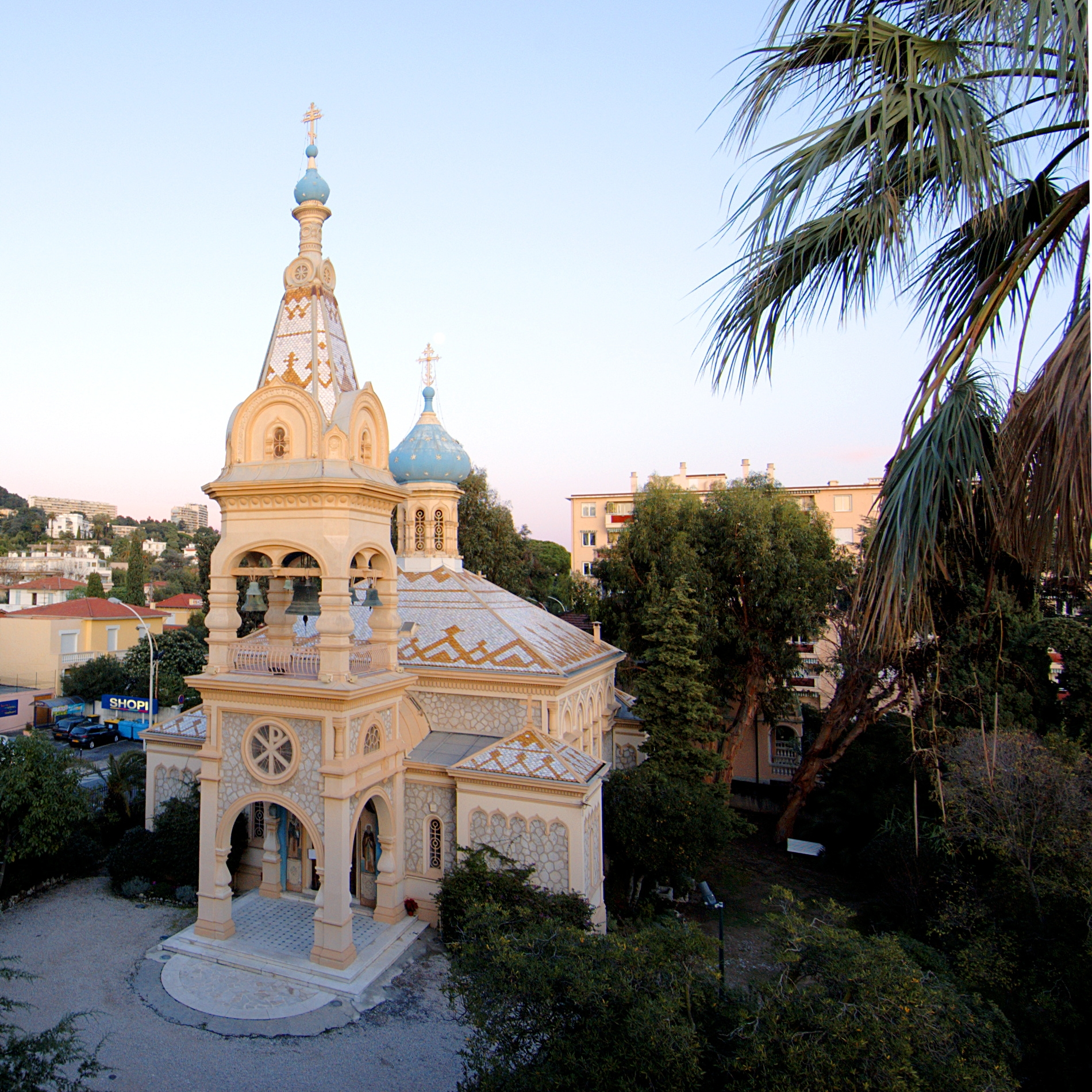
戛纳天使长圣米迦勒堂

戛纳天使长圣米迦勒堂（法語：Église Saint-Michel-Archange de Cannes）是法国戛纳的一座俄罗斯正教会教堂。
该堂由建筑师Louis Nouveau在19世纪设计，希腊十字平面。 
俄国沙皇亚历山大二世的皇后玛丽亚·亚历山德罗芙娜有时在冬季去戛纳避寒，建造了这座教堂。